# Navigateur timonier
Pour les articles homonymes, voir Timonier.
Navigateur timonier est une spécialité de la Marine nationale française. Cette spécialité regroupe en une seule les anciennes spécialités de "Chef de quart passerelle" et de "timonier". Le navigateur timonier est l'adjoint direct, à la passerelle, de l'officier chef du quart pour la navigation, les moyens de communication et les relevés météorologiques. Il détermine la position du navire à l'aide des instruments de navigation. Il tient à jour les cartes et documents nautiques. Il est responsable  des transmissions décentralisées (de passerelle à passerelle) qui sont la radiotéléphonie (VHF, UHF), les signaux lumineux (scott), ainsi que les signaux flottants (pavillons) ou à bras..
Après l'obtention du brevet supérieur, il exerce les fonctions de chef du quart à la passerelle. Il peut dans certains cas accéder au commandement de petits bâtiments de surface.